# Сенси (альбом)
Сенси (с укр. — «Смыслы») — украиноязычный студийный альбом украинской певицы Нади Дорофеевой, выпущенный 16 сентября 2022 года на лейбле Mozgi Entertainment. Продюсером проекта выступил украинский музыкант Потап.

## Об альбоме
Альбом «Сенси» для Нади Дорофеевой является особенным. Поскольку это её первая полностью украиноязычная пластинка, а также в ней присутствует много воспоминаний артистки из детства.
В новой работе DOROFEEVA воплотила поиск собственных смыслов:
«За эти полгода изменилось все: от музыки и текстов до моего личного. В песнях нового альбома я переживала опыт прошлого, возвращалась в детство, вспоминала важные моменты и важных для себя людей, чтобы найти путь к будущему, новые смыслы», — говорит певица.
Смыслы, которые DOROFEEVA нашла, работая над альбомом, отображаются в трёх символах: сердце (любить), огонь (творить) и цветок (быть настоящим).
На главное фото пластинки Надя Дорофеева поставила свою детскую фотографию.
«Смотрю на эту маленькую девочку и вспоминаю, как она была наивна, открыта, беззащитна. Как искренне любила и чувствовала все по-настоящему. Девочка выросла, в чем-то изменилась, но самые главные смыслы унесла с собой во взрослый мир. Надеюсь, вы тоже найдете в этих песнях свое, важное», — поделилась артистка.
Путём поиска новых музыкальных смыслов для артистки стали творческие коллаборации — прошлого и настоящего, разных смыслов, коллаборации с украинскими музыкантами и сонграйтерами.
«Для меня это невероятно особый этап. Потому что, чтобы написать эти песни, я обратилась к крутым авторам, это Alyona Alyona, это Jerry Heil, это Ваня Клименко, который занимается группой Kalush. Мы вместе написали этот альбом. Мы погружались в воспоминания, в мое детство и вспоминали смыслы», — отметила Дорофеева.

## Список композиций
| №                   | Название                                 | Длительность |
| ------------------- | ---------------------------------------- | ------------ |
| 1.                  | «сенси»                                  | 1:00         |
| 2.                  | «у твоїй душі»                           | 2:41         |
| 3.                  | «різнокольорова»                         | 3:08         |
| 4.                  | «крапають»                               | 2:42         |
| 5.                  | «шанси»                                  | 0:46         |
| 6.                  | «люди як кораблі»                        | 3:00         |
| 7.                  | «ні пуха…»                               | 0:28         |
| 8.                  | «охололо»                                | 2:27         |
| 9.                  | «думи» (DOROFEEVA & Артём Пивоваров)     | 2:45         |
| 10.                 | «різнокольорова» (PROBASS ∆ HARDI Remix) | 3:18         |
| Общая длительность: | Общая длительность:                      | 22:12        |